# سیارک ۱۰۰۳۰۹
سیارک ۱۰۰۳۰۹ (به انگلیسی: 100309 Misuzukaneko، نامگذاری:1995HD) صد هزار و سیصد و نهمین سیارک کشف شده‌است که در ۲۰ آوریل ۱۹۹۵ کشف شد.